# Lindeman (wijk)
Lindeman is een woonwijk in de Belgische gemeente Heusden-Zolder, provincie Limburg. Het ligt vlak ten noorden van de voormalige steenkoolmijn van Zolder en is gebouwd om de grote toestroom van buitenlandse arbeiders op te vangen. De wijk telt zowat 1200 inwoners. In Lindeman zijn de Onze-Lieve-Vrouwekerk en de Selimiyemoskee, de eerste moskee in West-Europa (1963) gelegen.

## Geschiedenis
Vanaf de jaren dertig tot het einde van de jaren zestig was er een grote toestroom van vooral Italiaanse en Turkse arbeiders die hun brood in de steenkoolmijn wilden verdienen. Om al die mensen te voorzien van huizen werden er grote tuinwijken gebouwd. De meeste tuinwijken liggen op grondgebied Heusden. Lindeman is daarvan de grootste, met gebouwen in nieuwe zakelijkheid en geometrische stratenpatroon. De eerste huizen werden er in 1935 gebouwd. Het is een zeer multiculturele wijk: 60% van de bevolking is van Turkse origine, 25% van Italiaanse afkomst en 15% van andere origine. In 1972 werd Lindeman een zelfstandige parochie en telde het al duizend inwoners.

## Bezienswaardigheden
- Onze-Lieve-Vrouwekerk van Lindeman (1968-1969), aan Galgenbergstraat 1B. De bakstenen kerk is gebouwd in modernistische stijl. In 1972 werd Lindeman erkend als zelfstandige parochie.

- Turkse Moskee "Selimiye", aan Valentinusstraat 61

De oorspronkelijke Turkse moskee, een diyanet moskee, werd in 1963 gebouwd door de mijndirectie. In 1976 kocht de Turkse gemeenschap het gebouw aan en verbouwde het volledig. De laatste verbouwing van de moskee dateert van 1990. Eind 2007 werd de moskee door de Vlaamse Regering erkend.

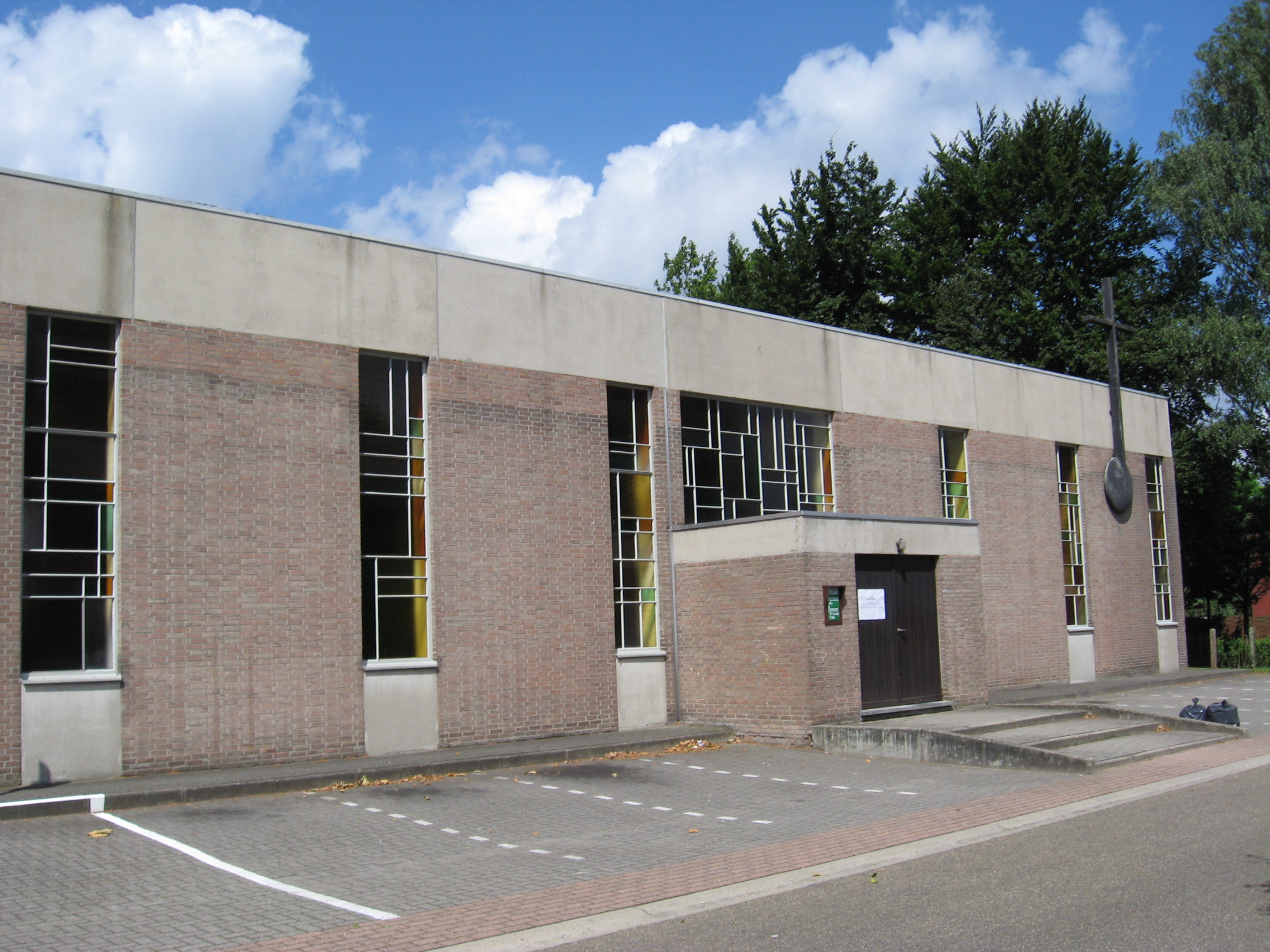
Onze-Lieve-Vrouwekerk van Lindeman
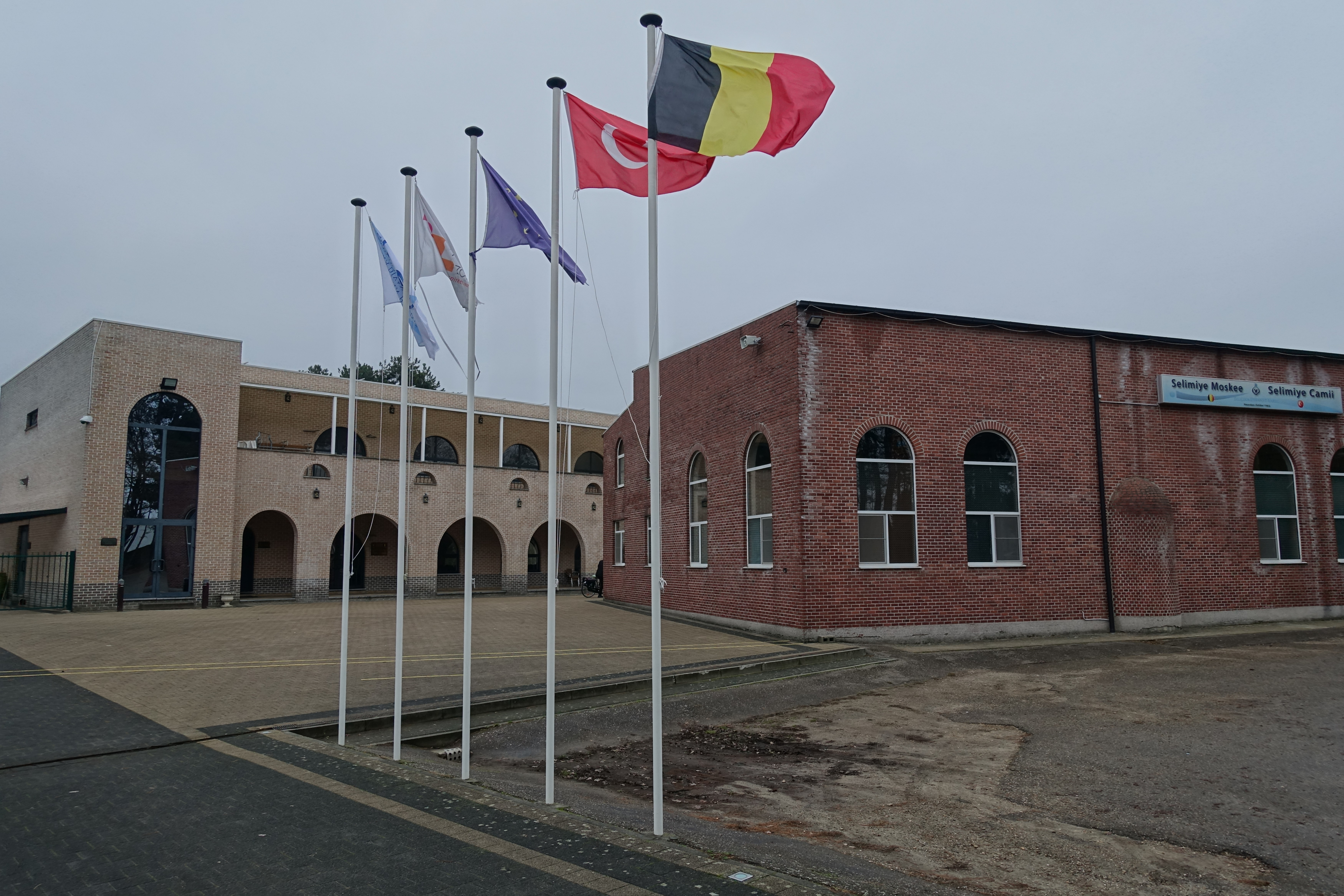
Selimeye Moskee van Lindeman

Deelgemeenten: Heusden · Zolder

Overige kernen: Berkenbos · Boekt · Bolderberg · Eversel · Lindeman · Viversel · Voort

Belgische gemeenten · Arrondissement Hasselt · Limburg · Vlaanderen